# Шуни (Дагестан)
Шуни́ — село (аул) в Лакском районе Дагестана. Входит в состав сельского поселения Сельсовет «Хунинский».

## Географическое положение
Село расположено в 5 км к северо-востоку от районного центра — села Кумух.

## Население
| 1895 | 1926 | 1939 | 1970 | 1989 | 2002 | 2010 |
| ---- | ---- | ---- | ---- | ---- | ---- | ---- |
| 258  | ↘191 | ↗251 | ↘57  | ↘14  | ↗34  | ↘33  |
| 2021 |      |      |      |      |      |      |
| ↘29  |      |      |      |      |      |      |

## Уроженцы
- Гафуров, Абуталиб Гафурович — народный поэт Дагестанской АССР.